# 無頭機車騎士
無頭機車騎士或無頭摩托手（日语：／ Kubinashi Raida-）是出於日本都市傳說的妖怪之一，在日本各地都有類似的傳說。

## 傳說
在道路上有個機車騎士被鋼絲線砍斷頭部，但摩托車還载著騎士一段時間，最後骑士變成亡靈，並在特定的晚上（死亡日期）在道路上高速徘徊。據說斷頭是因道路交通標誌、卡車或墜落物所致，也有說他徘徊的理由是為了尋找殺害他的兇手。
在福岡縣英彦山山道有傳聞類似無頭騎士集團的「無頭暴走族（首なし暴走族）」傳說。